# Soledad Altamirano Murillo
Soledad Altamirano Murillo (1962, Lejamaní, Comayagua, Honduras) es una escritora, poeta y profesora hondureña.

## Biografía y carrera
Altamirano Murillo obtuvo una licenciatura en literatura en la Universidad Pedagógica Nacional Francisco Morazán y posteriormente obtuvo una maestría en literatura centroamericana en la Universidad Nacional Autónoma de Honduras. Participó en el XII Encuentro de Mujeres Poetas en el País de las Nubes en México. En 2004 participó en Jornadas de Literatura Centroamericana en Toluca y en 2006 participó en el Coloquio de Literatura Hondureña en Guatemala. Su obra más destacada, Cronología de una ausencia fue publicada en 2001, esto le dio tal reconocimiento que sus poemas aparecieron en las antologías Poetas del mundo de Lina Zerón y Al filo del deseo, un poemario erótico de Socorro Trejo y Marissa Trejo. Actualmente es docente en la Universidad Pedagógica Nacional Francisco Morazán.

## Obras
- Cronología de una ausencia[4]
- Pez dulce
- Poemas de Raíces Mágicas (antologada)
- Versos del Mundo (antologada)
- Al borde del deseo (antologada)
- Tras las Huellas del Poeta (antologada)

## Reconocimientos
- Segundo lugar en el concurso de poesía organizado por la Universidad Pedagógica Nacional Francisco Morazán en 1997.
- Primer lugar en el concurso de poesía organizado por la Universidad Pedagógica Nacional Francisco Morazán en 1998.[5]